# Rhyacophila sumdopa
Rhyacophila sumdopa är en nattsländeart som beskrevs av Schmid 1970. Rhyacophila sumdopa ingår i släktet Rhyacophila och familjen rovnattsländor. Inga underarter finns listade i Catalogue of Life.